# Marie-Louise O'Murphy
Marie-Louise O'Murphy (Rouen, 21 ottobre 1737 – Parigi, 11 dicembre 1814) è stata una cantante francese.

## Biografia
Di origine irlandese, Marie-Louise O'Murphy (oppure Morphy), detta La Belle Morphyse, fu per tre anni (1752-1755) l'amante del re Luigi XV. Era figlia di una rivenditrice di abiti usati, usa a concedere le proprie figlie al miglior offerente. Di professione cantante, come la sorella maggiore Victoire, fu notata da un gentiluomo di camera del re Luigi XV, Dominique Guillaume Lebel, che la introdusse presso il sovrano. Ne divenne l'amante risiedendo stabilmente nel cosiddetto "Parco dei cervi", un insieme di padiglioni dove avvenivano gli incontri tra il sovrano e giovanissime ragazze di umile origine.
Nel 1754 diede al re una figlia. Al termine della relazione, il sovrano organizzò il matrimonio della ragazza con Jacques de Beaufranchet, conte di Ayat. Il matrimonio fu di breve durata poiché, dopo appena due anni, il marito morì lasciandola in attesa di un figlio che nacque nel 1757. Dopo la vedovanza si risposò altre due volte: la prima con François-Nicolas Lenormand conte di Flaghac, dal quale ebbe una figlia, la seconda nel 1798 con Louis Philippe Dumont, deputato del Calvados alla Convenzione Nazionale, dal quale divorziò in capo ad un anno. Morì a Parigi l'11 dicembre 1814.
La O'Murphy è nota, oltre che per la relazione col re di Francia, anche per essere stata identificata come modella del quadro Ragazza distesa del pittore François Boucher. L'opera fu eseguita in svariate versioni sia dall'autore che da numerosi copisti.
La vicenda di Louison, come era soprannominata la O'Murphy, è documentata anche da Giacomo Casanova che, nelle sue memorie, descrive minuziosamente l'incontro con la ragazza, all'epoca tredicenne, avvenuto a Parigi, durante il suo primo soggiorno nella capitale francese. In quest'occasione l'avventuriero riferisce di aver pagato 6 luigi ad un pittore tedesco per un dipinto che la ritraeva, sdraiata su un divano.